# De Havilland Venom
de Havilland DH 112 Venom je bil britanski enomotorni reaktivni lovski bombnik, ki so ga razvili na podlagi de Havilland Vampire. Prvi let je bil 2. septembra 1949, v uporabo je vstopil leta 1953. Kraljeve letalske sile (RAF) so ga uporabljale kot lovski bombnik in nočni lovec. Venom je bil vmesni korak med prvimi reaktivni lovci z ravnim krilom in reaktivnim motorjem s centrifugalnim kompresorjem kot npr. Gloster Meteor in poznejšimi lovci s puščičastim krilom in motorji z aksialnim kompresorjem kot npr. Hawker Hunter in de Havilland Sea Vixen. 
Zgradili so tudi palubno verzijo Sea Venom za uporabo na letalonosilkah. 

## Specifikacije (Venom FB 1)
Podatki iz Fighters of the Fifties,Gunston 1981</ref>
Splošne karakteristike
- Posadka: 1
- Dolžina: 31 ft 10 in (9,70 m)
- Razpon kril: 41 ft 8 in (12,70 m)
- Višina: 6 ft 2 in (1,88 m)
- Površina kril: 279 ft² (25,9 m²)
- Teža praznega letala: 9202 lb (4173 kg)
- Naložena teža: 15400 lb (7000 kg)
- Pogon letala: 1 × de Havilland Ghost 103 turboreaktivni motor, 4850 lbf (21,6 kN)

 Zmogljivost 
- Maks. hitrost: 640 mph (556 vozlov, 1,030 km/h)
- Doseg: 1080 milj (934 nmi, 1730 km)
- Višina leta: 39400 ft (12000 m)
- Hitrost vzpenjanja: 9000 ft/min (45,7 m/s)
- Obremenitev kril: 56,17 lb/ft² (274,2 kg/m²)
- Razmerje potisk/teža: 0,41

Oborožitev

- Strelno orožje: 4× Hispano-Suiza HS.404 20 mm top, vsak s 150 naboji
- Rakete: 8× RP-3 "60 lb" (27 kg) 76 mm rakete
- Bombe: 2× 1000 lb bombi